# 2010年問題
2010年問題（にせんじゅうねんもんだい）は、2010年に発生する、ないしはその前後に深刻化すると予想されていた社会問題であり、特定の年に起こる年問題の一種である。別個の分野における複数のものがある。

## 医薬品の特許切れ
製薬業界において2010年前後に大型医薬品（ブロックバスター）の特許が一斉に切れ、各医薬メーカーの収益に重大な影響をもたらすと懸念されている問題である。
医薬品は特許制度によって保護されており、各社が特許申請し、認められた範囲の構造の化合物は、一定期間（通常20年）の間他社が勝手に製造・販売してはならないとされている。しかしこの期間が経過した後は、他社が同じ構造の薬を販売することが許されるようになる。こうした後発医薬品（ジェネリック医薬品）は、臨床試験の巨大なコストの負担がないため、先発品に比べて安く販売できる。1990年前後は大型医薬品が多く開発され、これらが医薬品メーカーの収益を支えてきた。しかしこれらの大型医薬品が2010年前後に特許切れして後発医薬品に置き換われば、開発企業の収益が激減する。
製薬業界の特色として他業種に比べた少ない商品数で巨大な売上と利益を得ている点が挙げられる。従って一つでも大型商品の売り上げが失われれば、巨大メーカーといえども大きな打撃を受けることになる。特許切れによる利益減少を埋め合わせるために新薬を開発しようとしても、臨床試験の厳格化・新規医薬のターゲットの枯渇などの問題がある。

### 2010年前後の主な特許切れ
| 年     | 医薬品                | メーカー                  |
| ------ | --------------------- | ------------------------- |
| 2008年 | フォサマック          | メルク                    |
| 2008年 | プログラフ            | アステラス製薬            |
| 2008年 | アムロジン ノルバスク | 大日本住友製薬 ファイザー |
| 2008年 | オノン                | 小野薬品工業              |
| 2008年 | ラジカット            | 田辺三菱製薬              |
| 2009年 | タケプロン            | 武田薬品工業              |
| 2009年 | ハルナール            | アステラス製薬            |
| 2010年 | コザール              | メルク                    |
| 2010年 | アリセプト            | エーザイ                  |
| 2010年 | クラビット            | 第一三共                  |
| 2010年 | パキシル              | グラクソスミスクライン    |
| 2011年 | リピトール            | ファイザー                |
| 2011年 | アクトス              | 武田薬品工業              |
| 2012年 | シングレア            | メルク                    |
| 2012年 | バイアグラ            | ファイザー                |
| 2012年 | ブロプレス            | 武田薬品工業              |
| 2013年 | パリエット            | エーザイ                  |

## アメリカ政府標準暗号の切替
アメリカの政府標準暗号（政府機関が使わなければならない暗号）から旧式の暗号が廃止される問題。なお、危険な暗号を廃止することで安全性を向上させるので、廃止しなければ危険を放置することになり、より大きな問題となる。
現代の主要な暗号の安全性は「理論上、解読には非現実的な時間を要する」という計算量的安全性に基づいているため、安全性を維持するにはコンピュータの処理能力の進歩に伴い、さらに強度の高い方式へ切り替えなければならない。
アメリカ国立標準技術研究所 (NIST) は2005年、2010年12月31日をもって政府標準暗号から旧式の暗号を廃止することを決定した。廃止された暗号は80ビット強度（脆弱性のない共通鍵暗号の鍵長に換算して80ビット）以下のものである。
廃止された暗号には
- 2-key Triple DES (2TDES)
- 1024ビット鍵のRSA
- 1024ビット鍵のDSA
- 160ビット鍵のECDSA
- SHA-1

などがある。
なお日本でも、2013年を目処にアメリカと同程度の強度の暗号に切り替えることを決定した。

## ETA社の時計部品出荷制限
スウォッチ・グループの時計部品メーカーETAが、2010年よりグループ外への出荷を制限することによる問題である。ETAはモジュールと呼ばれる時計の中核部品のメーカーだが、従来出荷していたエボーシュ（半完成モジュール）のグループ外への出荷が2010年に完全に停止する予定であったものの、各時計メーカーの抗議などから2020年に延期された。スイスに数多くあるETAのエポーシュを使っていた時計メーカーはこの問題への対応を迫られ、セリタ、ソプロドなどの特許が切れたETAムーブメントをコピーするメーカー製を採用するか、自社製ムーブメントを開発するという二分化が進行した。

## 年数処理のバグ
2010年に突入する頃に、コンピュータ等の年数処理においていくつかのバグが発覚した。
- シチズンの電波腕時計「ワールドタイムシリーズ」で、日付が2016年と誤判定された（正確には、そうなることが2008年に発覚した）。また同様に、2019年までは6年後、2020年から2029年までは12年後になる[10][11]。
- オーストラリア・クィーンズランド銀行の金融システムで、日付が2016年と誤判定された[12][13]。
- ドイツジェムアルト社のICカードが使えなくなった[14]。
- ソニーのゲーム機「プレイステーション3」で、2010年を閏年と誤判定した[15][16]（2月29日と誤判定された3月1日にバグ発覚）。

2016年と誤判定、あるいは閏年と誤判定されたのは、年の内部表現に西暦下2桁のBCDを使っていて、2010の内部表現であるBCDの 0x10（"10" → "0001", "0000"） を、0x10（"0001", "0000" → "00010000"） = 16 と、BCDでなくそのまま数値として扱ってしまうバグがあったものと推測される（シチズンのケースでわかりやすい）。